# Trainz Simulator 2009 World Builder Edition
Trainz Simulator 2009 World Builder Edition – gra komputerowa z gatunku symulacji. Gra została wydana w 2009 przez CD Projekt. W grze gracz wciela się w maszynistę i prowadzi pociąg. Może również budować od podstaw cały system kolejowy. Począwszy od torów, stacji kolejowych, a kończąc na mostach i fabrykach. Wydanie te zostało ukierunkowane dla budowniczych map.
W TS2009 znalazła się garść najlepszych obiektów stworzonych uprzednio przez fanów. Wzbogacają one i tak imponującą liczbę standardowych elementów, z których można budować plansze.

## Moduły gry
Pierwszym modułem gry jest Maszynista pozwalający na wcielenie się w rolę maszynisty pociągu. Możemy w nim przemierzać wirtualne szlaki kolejowe, dokonywać manewrów na stacjach lub też tworzyć rozkład jazdy, zgodnie z którym poruszają się pociągi sterowane przez komputer.
Drugi z modułów, Geodeta udostępnia intuicyjny interfejs oraz potężne narzędzia, dzięki którym w kilka chwil możemy utworzyć realistyczny świat, w którym osadzimy kolejowy szlak. Korzystając z dodatkowego oprogramowania można również zaimportować satelitarne mapy wysokości, co znacznie ułatwia odwzorowywanie istniejących w rzeczywistości kolei.
Moduł Lokomotywownia pełni rolę encyklopedii. Możemy w nim obejrzeć ze wszystkich stron występujące w grze modele lokomotyw oraz wagonów, a także poczytać sporządzone dla nich notki. Zawierają one charakterystyki danego pojazdu, a w przypadku bardziej znanych modeli także historię.

## Download Station
Dzięki łatwości rozszerzania do gry istnieje ponad kilkanaście tysięcy dodatkowych obiektów stworzonych przez fanów z całego świata. Firma Auran uruchomiła specjalny ich katalog zwany „Download station”, który gromadzi je w jednym miejscu. Aby z niego korzystać, należy zarejestrować się na stronie producenta oraz zarejestrować swój egzemplarz gry. Każdy z dodatków posiada swój unikatowy numer KUID pozwalający na jego prostą identyfikację.
Obiekty z Download Station na dwa sposoby: przez FTP albo z użyciem specjalnego programu CM dostarczonego wraz z grą. Zaletą tego drugiego sposobu jest możliwość automatycznego pobierania całych paczek obiektów, podczas gdy w FTP trzeba każdy z nich ściągać oddzielnie.
Dostęp do katalogu jest darmowy, jednak jesteśmy wtedy ograniczeni do możliwości ściągania jednego pliku naraz z maks. prędkością ok. 4 kb/s. Aby uzyskać lepszy transfer, musimy wykupić sobie bilet 1 klasy, tak zwany First Class Ticket.
Oprócz oficjalnej, istnieje także wiele stron fanowskich zawierających katalogi dodatków. Jednak jedynie część z nich trzyma pliki na własnych serwerach, pozostałe odsyłają do Download Station.